# Military Freefall

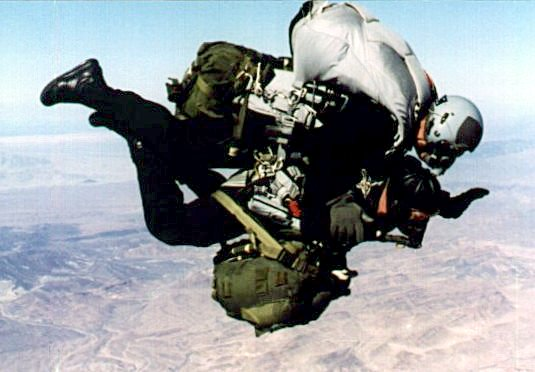
Tandem-HALO-Sprung, Höhe 4500 m

Militärisches Fallschirmspringen ist eine Verbringungsart ins Gefecht, meistens durch Absprünge mit automatisch geöffneten (zwangsausgelösten) Rundkappenfallschirmen aus sehr niedriger Höhe, wobei sich das Absetzflugzeug direkt über der Absetz- und Landezone befindet, und Military Freefall (MFF) mit Flächenfallschirmen aus großen bis sehr großen Höhen.
Für Freifallsprungeinsätze sind Fernspäher, Aufklärer, spezialisierte Kräfte, Kommandosoldaten und Kampfschwimmer ausgebildet. MFF hat den Zweck, Soldaten unbemerkt durch die Luft in den tiefen Feindraum zu verbringen oder an wichtige Einsatzobjekte (Schlüsselpunkte) anzulanden. MFF wird unterschieden in
- HALO für High Altitude – Low Opening dt. große Höhe – niedrige Öffnung für Absprung aus großer Höhe und manuelles Öffnen des Schirms in niedriger Höhe[4],
- HAHO für High Altitude – High Opening dt. große Höhe – hohe Öffnung für Absprung aus großer Höhe und manuelles Öffnen des Schirms in großer Höhe mit anschließendem Gleiteinsatz[5].
- Neu ist HAAO für High Altitude – Automatic Opening mit zwangsausgelösten Gleitfallschirmen.

Der abgrenzende Begriff VHA-Sprünge für very high altitude wird für Sprünge mit Sauerstoff aus bis zu 30.000 ft (rund 9000 m) benutzt.
Beim HALO-Freifallsprung im high altitude, low opening überfliegt das Absetzflugzeug die Absetz- und Landezone in großer Höhe. Der Fallschirm wird nach dem Absprung in größerer Höhe erst auf niedriger Höhe manuell geöffnet.
Beim HAHO-Gleiteinsatz im high altitude, high opening befindet sich das Absetzflugzeug in großer Höhe weit entfernt von der geplanten Landezone, die Springer gleiten nach sofortiger Öffnung auf die entfernt liegende Landezone zu. Die Transportflugzeuge müssen vorhandene Flarewerfer für das Absetzen von Fallschirmspringern ausschalten, da die Springer diese im Sprung sonst auslösen.

## HALO

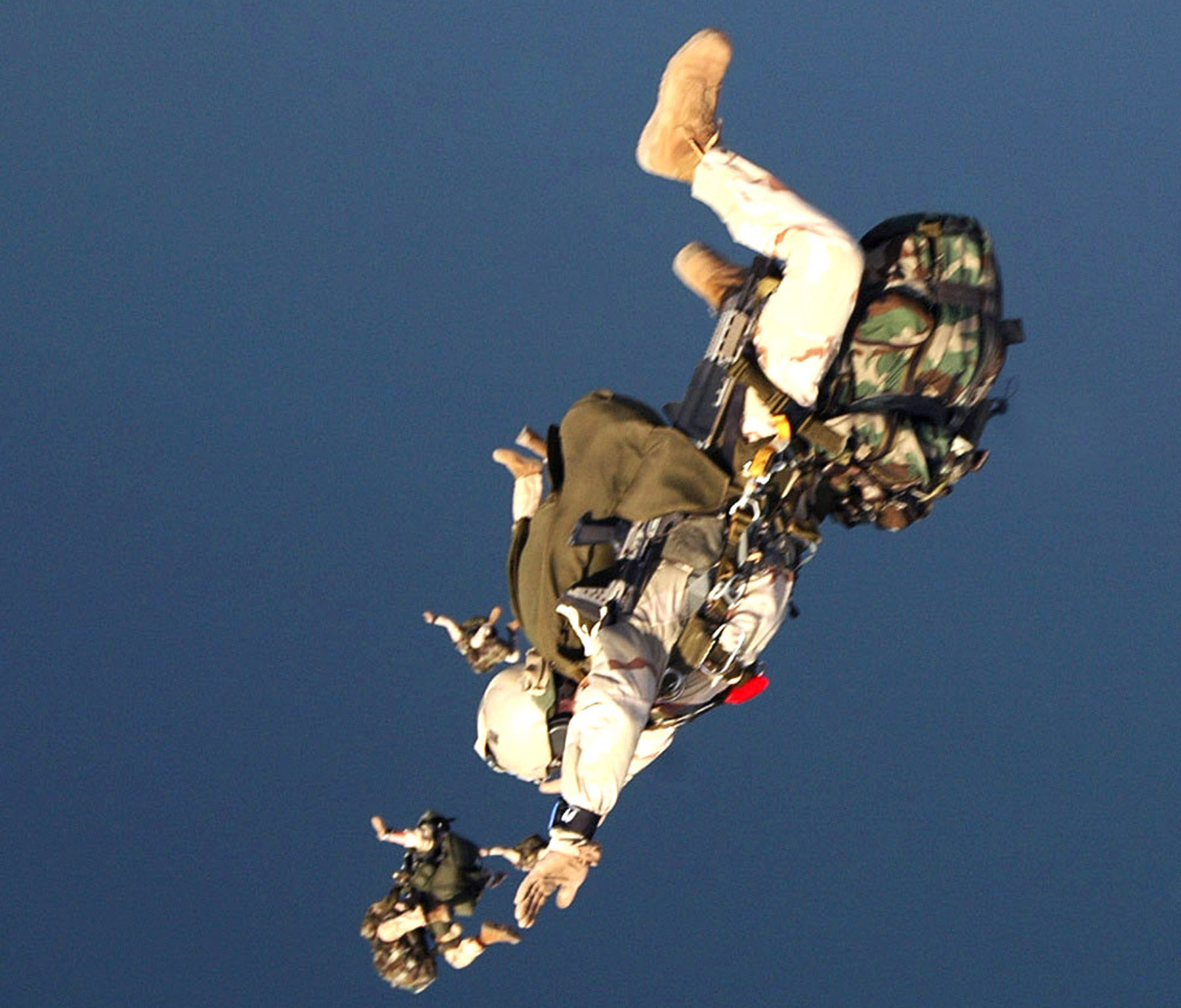
Pararescuemen bei einem HALO-Sprung, Dschibuti, Afrika

HALO-Freifall-Fallschirmsprünge dienten dazu, militärische Fallschirmspringer außerhalb der Reichweite der mittleren Flugabwehr im Freifall abzusetzen. Für dieses Sprungverfahren wurden Hochleistungsrundkappen Para-Commander Mark I und II eingesetzt. Die Ursprünge datieren zurück bis ins Jahr 1959, als die United States Air Force im Rahmen des Project Excelsior mit Experimenten zum Notausstieg von Piloten in großer Höhe begann. Im Rahmen dieses Projekts führte Colonel Joseph Kittinger am 16. November 1959 einen ersten Höhensprung von 23.165 m über Grund aus. Generalmajor John K. Singlaub, 1951 stellvertretender Chief of Station CIA in Seoul, war der erste, der HALO-Sprünge zur Rettung von Luftfahrzeugbesatzungen über Nordkorea demonstrierte. Die ersten HALO-Sprünge unter Gefechtsbedingungen wurden im Vietnamkrieg über Laos von Mitgliedern des MACV-SOG absolviert. Mit der Einführung von Gleitfallschirmen wurde das Verfahren durch das HAHO abgelöst.

## HAHO

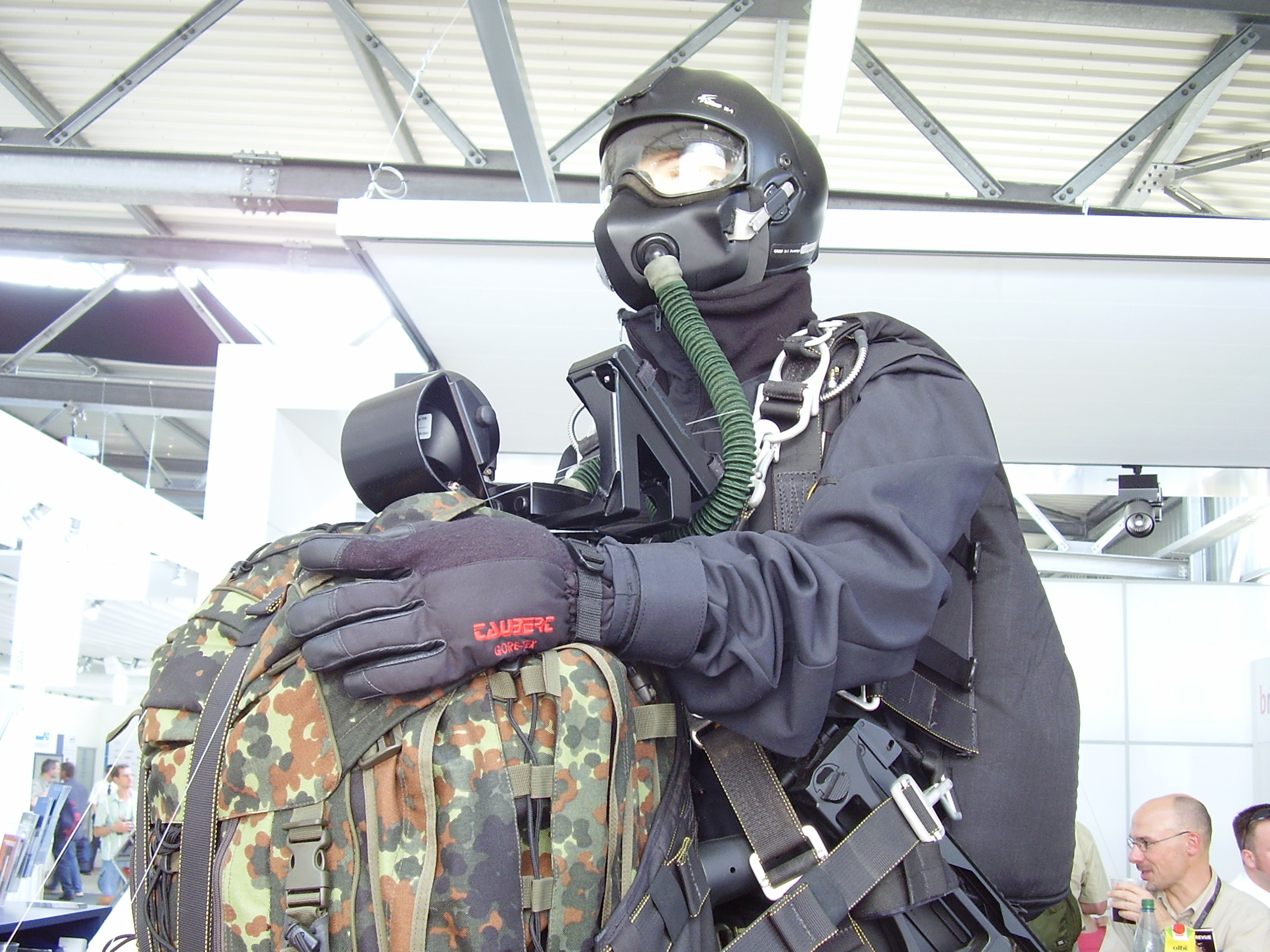
HAHO-Springer auf der ILA 2008

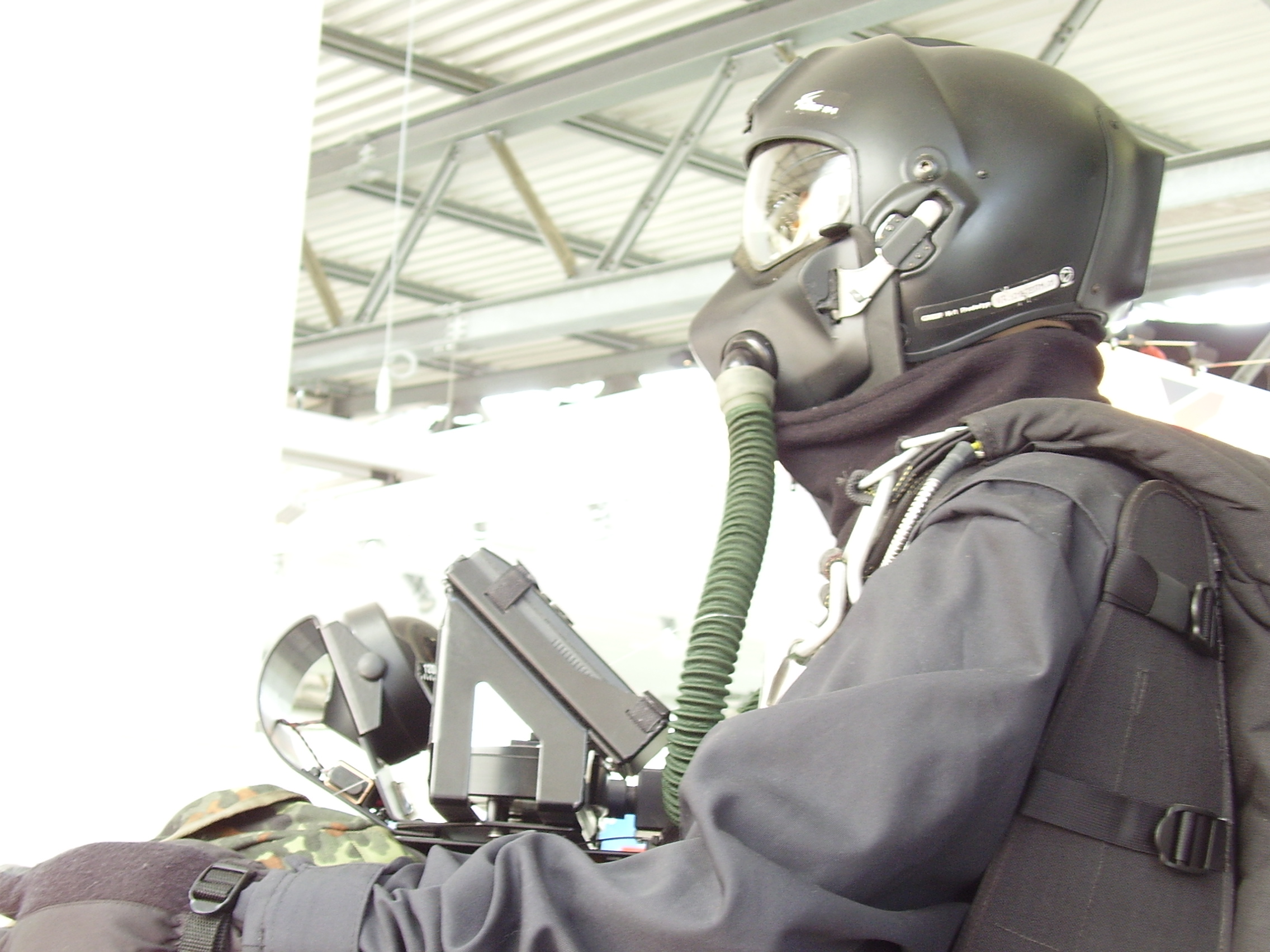
HAHO-Springer mit Karte, Kompass und Sauerstoffhelm (2008)

HAHO ist die Abkürzung für High Altitude – High Opening (große Absprunghöhe – große Öffnungshöhe). Dabei wird der Springer in großer Höhe und je nach Höhenwindverhältnissen in etwa 40 km Entfernung vom geplanten Landepunkt abgesetzt, um eine Gefährdung der Transportmaschine zu verhindern und die Lage der Landezone zu verschleiern. Die Entfernung bestimmt sich aus der Gleitzahl des Flächenfallschirms, Höhenwindgeschwindigkeit und Absetzhöhe. Der Absetzpunkt liegt vom Ziel aus gesehen immer entgegen der Windrichtung, damit der Springer mit dem Wind auf das Ziel zugleiten kann. Beim typischen HAHO-Sprung wird der Springer in rund 8.000 m (26.000 Fuß) Höhe aus dem Flugzeug abgesetzt und öffnet nach wenigen Sekunden im stabilen Freifall den Fallschirm, um dann am geöffneten Schirm in der Gruppe in Richtung des Ziels zu gleiten. Die Springer benutzen ein Instrumentendisplay mit Kompass und GPS mit gespeicherten Wegpunkten, um sich zu orientieren. Die Schwierigkeit besteht in der Navigation unter Berücksichtigung der realen Windverhältnisse. Der Springer kann durch eine andere als die meteorologisch vorhergesagte und geplante Windachse an der Landezone vorbeigedrückt werden und die Landezone dadurch nicht erreichen.

### HAAO
Neuestes Verfahren ist die automatische Öffnung des Gleitfallschirms durch Aufziehleine in großen Höhen (HAAO, High Altitude – Automatic Opening). Der Springer muss bei diesem Verfahren nicht den stabilen Freifall beherrschen, sondern nur noch das Steuern des Gleitfallschirms in der Gruppe. Diese Verbringungsart ist daher auch für infanteristische Kräfte bis Zugstärke geeignet und ausbildbar. Teilweise wird wie bei den französischen Spezialkräften auch manuell gesprungen, mit durch den Absetzer ausgelöstem Hilfsschirm oder wie vormals bei den Freifallern des NVA-Luftsturmregiments 40 mit Stabilisierungshilfsschirm und Öffnungsautomat, dort damals KAP-3.

## Unterschiede HALO/HAHO
Der Hauptunterschied zwischen HALO und HAHO ist die Öffnungshöhe des Schirms. Während beim HALO der Schirm möglichst spät, in rund 800 m Höhe über Grund öffnet, wird beim HAHO der Schirm schon kurz nach Verlassen des Flugzeugs ausgelöst. Die Absetzhöhe für HALO/HAHO-Sprungverfahren liegt bei 8.000 m. Aber schon aus 4.000 m bis 4.500 m Höhe über Grund können je nach Höhenwindverhältnissen Gleitstrecken bis zu 40 km erreicht werden.
Die HALO-Technik wurde ab der Zeit des Vietnamkrieges benutzt, um das Transportflugzeug aus dem unmittelbaren Wirkungsbereich von Truppen- und Kanonenflugabwehr beim Absetzen von Fallschirmspringern zu bringen. Dieses Verfahren setzte aber durch den Freifall eine umfangreich erweiterte Ausbildung voraus. Das HALO-Verfahren ist heute nicht mehr gebräuchlich; es stammt aus der Zeit, als mit Hochleistungsrundkappen gesprungen wurde, mit denen kein Gleiten möglich war, aber eine Gefährdung des Luftfahrzeugs durch Flugabwehr vermieden werden sollte. Durch die Gefährdung des Absetzflugzeuges durch Flugabwehrraketen mit immer größerer Reichweite und der Entwicklung von Gleitfallschirmen wurde das HAHO-Verfahren entwickelt. Bei diesem wird – entsprechend der möglichen Gleitstrecke mit Wind – entfernt von der Landezone abgesprungen und auf diese nach sofortiger Öffnung zugeglitten. Bei beiden Verfahren wird die Infanteriegefechts- und Aufklärungsausrüstung als Fallschirmsprunggepäck mitgeführt, und nicht wie früher am Ablassseil mehrere Meter unter dem Springer nach der Schirmöffnung wie beim automatischen Rundkappenfallschirm abgelassen. Das konnte damals dazu führen, dass das Gepäck beim Landeanflug wie ein Anker wirkte.

### Freifallausbildung Bundeswehr
Das Ziel der militärischen Freifallsprungausbildung ist der geschlossene Einsatz von Teileinheiten.
Ausbildungsziel der Freifalllehrgänge sind:
- Teil 1: Freifall-Fallschirmsprung bis 3650 m bei Tag und Nacht und sichere Landung in einem Landeraum von 50 m × 50 m.
- Teil 2: Befähigung mit Ausrüstung und Waffen bis 9000 m bei Tag und Nacht sowie eingeschränkter Sicht einen vorgegebenen Landeraum sicher zu erreichen.
- Teil 3: Manuelle Fallschirmsprungeinsätze zu planen, zu organisieren und zu führen, als Absetzer manuelle Fallschirmspringer abzusetzen sowie die Ausbildung zum Sauerstoffsicherheitswart.
- Teil 4: Person oder Gepäck bis 100 kg mit einem Tandem-Freifall-Fallschirmsprungsystem bei Tag und eingeschränkter Sicht auch über 3650 m sicher zu landen.[8][9]

### Typische HALO/HAHO-Ausrüstung
- Höhenmesser barometrisch am Handgelenk für den Freifall, vor der Brust für den Zielsprung und Gleiteinsatz
- Höhenwarner akustisch
- Öffnungsautomat, der unterhalb einer vorgegebenen Höhe automatisch den Schirm auslöst, wenn er nicht manuell geöffnet wurde
- Fallschirmkappmesser, als Sicherheitsmesser in Kunststoff geschützte Klinge ohne Spitze als Gurtmesser
- Fallschirmsprunghelm (oftmals Integralhelm)
- Handschuhe
- Sprungtaugliche Springerstiefel (keine Haken, verstärkter Knöchelschutz)
- Fuß- und Kniegelenkbandagestrümpfe um diese bei Landungen im Gelände vor Verletzungen zu schützen sowie gepolsterter Nierengurt zum Schutz der unteren Wirbelsäule bei Landungen in unwegsamem Gelände
- Fallschirmsprungkombination und Wärmebekleidung mit Nierengurt
- Ausrüstung für den Gleiteinsatz – Kugelkompass und GPS-Gerät auf Brustpanel
- Sauerstoffflasche und Sauerstoffmaske für Sprünge über 4000 m oder für Gleiteinsätze
- militärische Ausrüstung mit Waffen und Munition, Sprengmittel, Funkgeräte, optronische Aufklärungsmittel, Verpflegung sowie Feld- und Biwakausrüstung, mit einem Gewicht zwischen 20 und 80 Kilogramm, in einem Sprunggepäckbehälter verpackt, um Unfälle u. a. durch Verhängen der Kappenleinen zu verhindern
- für Nachtsprünge Stroboskoplampe (Distress Marker) hinten am Helm
  - zur Kennzeichnung LED-Dauerlichter (vorne und links rot – hinten und rechts grün), als Seitenlicht klein oder als Blinklicht – schwachleuchtender Leuchtstab zur Beleuchtung Höhenmesser und Kompass[10]
- bei Fallschirmsprüngen in Gewässer vollständiger Neoprenanzug und aufblasbare Schwimmweste – ohne vorherig aufgeführte weitere Ausrüstung

Die Bundeswehr führte ab 2006 das System ParaFinder von EADS für HAHO-Einsätze mit 300 Exemplaren für die Fallschirmspezialzüge, Kommando Spezialkräfte und Kampfschwimmer ein. Neu hierbei ist unter anderem ein Helmdisplay, das dem Soldaten per GPS-Navigation den Weg in die Landezone (landing zone, LZ) weist. Die HAHO-Tests bis 7,6 km Höhe wurden im Mai 2007 abgeschlossen.
ParaFinder ermöglicht die zielgenaue Verbringung von Soldaten aus Höhen von bis zu 10.000 m und über Entfernungen von über 50 km. Somit können die Transportmaschinen wie die Transall oder A400M außerhalb der Reichweite der meisten Flugabwehrwaffen bleiben. Die Aufklärung der Fallschirmspringer ist damit nahezu unmöglich. HAHO-Fallschirmsprünge sind wie alle Fallschirmsprünge bedingt wetterabhängig. Ein Gleiteinsatz bei Gewitter oder sehr starkem Wind ist hoch risikobehaftet.
Das erste in der Bundeswehr eingeführt Freifallsystem für HALO war der ParaCommander, das erste Gleitfallschirmsystem der MT-1a, noch mit Reffleine und ohne innere Verpackung, nach Umbau auf Slider mit POD MT-1c, teilweise mit Kurzpackschlauch, der ein einfacheres und schnelleres Packen erlaubte.
Dieses System wurde durch das neu eingeführte Fallschirmsystem SOC-TWIN-TW-7 280 oder 300 (Siebenzeller mit 280 oder 300 sqft Kappengröße) und dem SOC-TWIN-TW-9 von Paratec in Wallerfangen abgelöst. Der TW-11 dient als 11 Zeller für Tandem und Schwerlast, um bis zu 100 kg schwere Lasten plus Tandemspringer über 50 km im Gleiteinsatz zu transportieren. Tandempassagiere als Nichtspringer als Last können u. a. ein Feldnachrichtenaufklärer, EOD-Spezialist, Notarzt oder Diensthundeführer mit Diensthund sein.

## Stabilisierter Freifall
Der stabilisierte Freifall war früher eine Sonderform des automatisierten Freifallspringens bei den Fallschirmjägern des Warschauer Paktes wie im Luftsturmregiment 40. Dabei wurde im Freifall aus mittleren Sprunghöhen bis 4000 m GND gesprungen und der Fallschirmspringer mit einem vor oder beim Sprung ausgelösten kleinen Bremsschirm stabilisiert. Bei Erreichen der Auslösehöhe wurde die Hauptkappe entweder durch den Öffnungsautomaten KAP-3 oder manuell durch den Fallschirmspringer ausgelöst.

## Last- und Schwerlastabwurf mit Gleitfallschirmen
Das SEAL-Team 6 der United States Navy entwickelte die HALO-Technik auch für den Abwurf von Lasten mit Rundkappenfallschirmen weiter, um Boote oder andere große Ausrüstungsgegenstände abzuwerfen. Um militärische Nachschubgüter abzusetzen, wird die Fracht über die Heckladeluke ins Freie geschoben. Dabei stabilisiert ein kleiner Hilfs-Fallschirm diese im freien Fall. Die Hauptschirme als Rundkappen werden dann mittels automatischer – meist barometrischer oder zeitgesteuerter – Auslösung geöffnet, um eine sichere, gebremste Landung zu gewährleisten.
CDS-HALO für Container Delivery System - High Altitude Low Opening ist ein Lastabwurfverfahren mit Rundkappen-Lastfallschirmen aus mittleren Höhen bis 3700 m.
Bei der US Army wurde das automatische Lastabwurfverfahren mit Rundkappen-Lastenfallschirmen durch das GPS-gesteuerte Last-Gleitfallschirmsystem, englisch Joint Precision Airdrop System, für die automatische Verbringung von Großlasten mit Gleitfallschirmen abgelöst.
Das Cassidian ParaLander dient in der Bundeswehr für Lastabwurfverfahren mit einem Gleitfallschirm für Luftlandekräfte insbesondere im Spezialeinsatz.

## Öffentlichkeitsarbeit
Für die Präsentation in der Öffentlichkeit und Werbung unterhalten einige Streitkräfte Demoteams sowohl beim Heer, als auch bei den freifallfähigen Spezialkräften der Marine und der Luftwaffe – so u. a. die US Army das United States Army Parachute Team Golden Knights und die Navy Leap Frogs der SEALS.
In der Bundeswehr übernehmen dies teilweise regionale Freifallteams des jeweils nächsten Fallschirmjägerverbandes oder anderer freifallfähiger Verbände in ihrer Freizeit.

## Übersicht über Verbände mit MFF-fähigen Teileinheiten

### USA
- U.S. Army Special Operations Command
- U.S. Army Delta Force
- U.S. Army Airborne Infantry Divisions (U.S. 82nd Airborne Division und 101st Airborne Division)
- US Navy SEALs
- United States Marine Corps Forces Special Operations Command
- Air Force Special Operations Command
- Special Activities Division (CIA)

### Großbritannien
- Special Air Service
- Special Boat Service
- Parachute Regiment unterstellt 16 Air Assault Brigade
  - British Pathfinder Platoon

### Kanada
- Canadian Special Forces (JTF 2)

### Frankreich
- Commandement des opérations spéciales
  - Groupement des commandos parachutistes
    - 13e régiment de dragons parachutistes (13. Dragoner-Fallschirmregiment) – Fernspäher
    - 1er régiment de chasseurs parachutistes (1. Fallschirmjägerregiment) – Kommandoregiment
    - 1er régiment de parachutistes d’infanterie de marine (1. Marine-Fallschirmjägerregiment)
    - 2e régiment étranger de parachutistes

  - Commandos Marine de la Marine Nationale (Kommando der Marine)
  - Commando Parachutiste de l’Air N°10 (Fallschirmkommando der Luftwaffe)
  - GIGN (Interventions-Gruppe der Gendarmerie nationale)

### Singapur
- SOF Commandoes, Singapore Armed Forces

### Deutschland
- Division Schnelle Kräfte – Divisionsstab eigenes Demoteam
  - Kommando Spezialkräfte
  - Fernspähtruppe (Bundeswehr), nachfolgend Luftlandeaufklärungskompanie 260 und 310
  - Fallschirmspezialzüge der Fallschirmjägerregimenter der DSK
  - Gebirgsjäger mit spezialisierten Kräften der Heeresbergführer
- Kampfschwimmer
- Kampfretter der Luftwaffe
- GSG 9 (Bundespolizei) – Bundespolizei

### Australien
- Australian Special Air Service Regiment
- Australian 3rd Battalion, Royal Australian Regiment (3RAR Parachute Battalion)

### Spanien
- BOEL: Brigada de Operaciones Especiales de la Legion (Legión Española – Spanien)
- Grupos de Operaciones Especiales (GOE)
- Brigada de Infantería Ligera Paracaidista

### Italien
- 9. Fallschirmjäger-Sturmregiment Col Moschin (Italienisches Heer)
- 185. Fernspähregiment Folgore (RAO) (Italienisches Heer)
- 4. Alpini-Fallschirmjägerregiment (Italienisches Heer)
- Comando Subacquei e Incursori (COMSUBIN) (Italienische Marine)
- 17º Stormo Incursori (Italienische Luftwaffe)
- Gruppo di Intervento Speciale (GIS) (Italienische Carabinieri)

### Tschechien
- 601. skupina speciálních sil

### Indien
- 1st, 2nd, 9th, 10th and 21st Battalions of the Parachute Regiment (Special Force), Indische Armee
- Marine Commandos, Indische Navy.

### Israel
- Sajeret Matkal
- Israelische Fallschirmjäger-Brigade (Hativat HaTzanhanim)

### Iran
- Takavaran (Special Forces der iranischen Armee Artesh)
- Quds-Einheit und Aschura-Einheit (Spezialeinheiten der iranischen Revolutionswächter Pasdaran)

### Pakistan
- Pakistan Army Special Services Group.

### Polen
- JW 2305
- JW 4101

### Schweiz
- Fallschirmaufklärer Kompanie 17
- Armee-Aufklärungsdetachement 10

### Österreich
- Jagdkommando
- Jägerbataillon 25